# Shoah dans l'État indépendant de Croatie

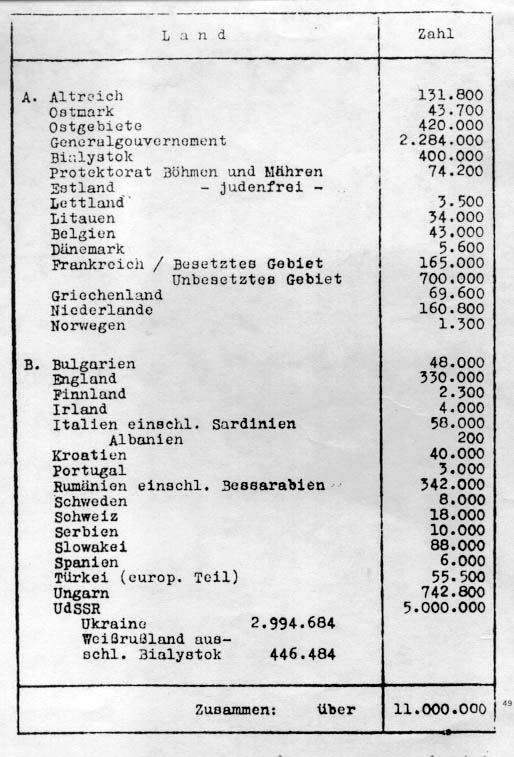
Liste des objectifs de la conférence de Wannsee

La Shoah dans l'État indépendant de Croatie recouvre les persécutions, les déportations et l'extermination subies par les Juifs en Croatie entre 1941 et 1945. Ces exactions ont provoqué l'assassinat de 30 000 victimes au sein de l'État indépendant de Croatie (Nezavisna Država Hrvatska, NDH), régime fasciste satellite de l'Allemagne nazie dirigé par les Oustachis pendant la Seconde Guerre mondiale. Le territoire du NDH représente, en Yougoslavie, la majeure partie du territoire de la Croatie actuelle, ainsi que la Bosnie-Herzégovine et la partie orientale de la Syrmie.
Sur une population totale de 39 000 Juifs vivant dans le NDH en 1941, l'United States Holocaust Memorial Museum estime que plus de 30 000 ont été tués : 6 200 sont livrés au Troisième Reich, et les autres sont assassinés par le NDH, la plupart dans les camps de concentration oustachis, comme celui de Jasenovac. De toutes les armées collaborationnistes en Europe, les Oustachis sont les seuls qui ouvrent leurs propres camps d'extermination afin d'y éliminer les Juifs ainsi que les membres de certains groupes ethniques (les Serbes et les Roms).
Parmi les 9 000 Juifs survivants, environ la moitié a rejoint les partisans ou s'est échappée dans des territoires sous contrôle des partisans. Certains civils croates ont participé au sauvetage des Juifs. En 2020, 118 Croates étaient reconnus comme « Justes parmi les nations ».

## Contexte

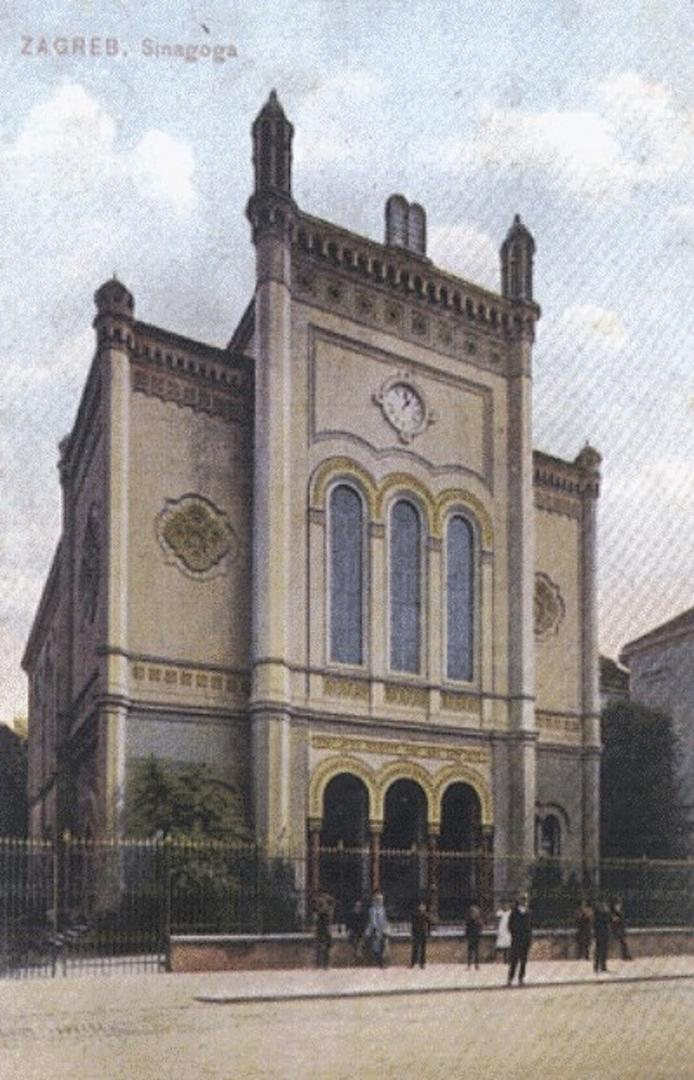
Carte postale de 1906 montrant la synagogue de Zagreb, la plus grande de Croatie, détruite par les Oustachis en 1941-1942.

Le 25 mars 1941, Paul de Yougoslavie signe le pacte tripartite, engageant le royaume de Yougoslavie aux côtés des puissances de l'Axe. Paul est renversé et un nouveau gouvernement anti-germanique dirigé par Pierre II et Dušan Simović prend le pouvoir. Ce gouvernement retire son soutien à l'Axe mais il n'annule pas le pacte tripartite. Les forces de l'Axe, menées par le Troisième Reich, envahissent la Yougoslavie en avril 1941.
Les Oustachis (Ustaše), mouvement croate fasciste, raciste, ultranationaliste et terroriste, proclament l'État indépendant de Croatie le 10 avril 1941. À cette date, environ 40 000 Juifs vivent dans le nouvel État — seuls 9 000 ont survécu à la guerre. Sur le territoire de la Yougoslavie, les Oustachis sont la seule armée collaborationniste qui instaure ses propres lois raciales et ouvre ses propres camps de concentration pour tuer systématiquement les Juifs. En Serbie et dans d'autres régions de la Yougoslavie en 1940, l'extermination incombe uniquement aux nazis. D'après Jozo Tomasevich, sur les 115 associations religieuses juives recensées en 1940 en Yougoslavie, seule celle de Zagreb a survécu à la guerre. Dans cette ville où vivaient environ 11 500 juifs, 3 000 ont réchappé. L'historien Ivo Goldstein relève que 78 % de la communauté juive de Zagreb ont été assassinés par le NDH et la destruction de la synagogue par les Oustachis « préfigure avec une clarté totale le projet des Oustachis d'annihiler entièrement les Juifs de Zagreb ». En parallèle de l'extermination des autres communautés juives, les Oustachis forcent celle de Zagreb à régler les frais de transport des Juifs prisonniers des camps de concentration et à les ravitailler — et les Oustachis volent une part importante des aides envoyées.
Un cas particulier est celui de la communauté juive séfarade de Bosnie, qui représente 14 000 personnes : après avoir fui l'Inquisition espagnole en 1492, la communauté s'implante en Bosnie, alors régie par les Ottomans. Elle survit et prospère pendant près de 400 ans sous le régime des Turcs, de l'Autriche-Hongrie et du royaume de Yougoslavie, puis elle perd la grande majorité de ses membres sous l'État indépendant de Croatie aux mains des Oustachis et des nazis . Ces derniers ont aussi exterminé les Juifs de Serbie, en Syrmie occupée. La quasi-totalité des 450 Juifs de la ville de Ruma sont assassinés dans le camp oustachi de Jasenovac et dans le camp nazi de Sajmište ; tous leurs biens sont confisqués par le NDH.
Avant même que la guerre n'éclate, les Oustachis tissent des liens étroits avec l'Italie fasciste et l'Allemagne nazie. En 1933, ils présentent « Les Dix-Sept principes », qui proclament l'unicité de la nation croate, affirment la supériorité des droits collectifs sur les droits individuels et déclarent que les personnes qui ne sont croates ni par la race ni par le sang doivent être exclues de la vie politique. En 1936, le chef des Oustachis, Ante Pavelić, écrit dans La Question croate :

« Aujourd'hui, en Croatie, pratiquement toute la finance et presque tout le commerce sont aux mains des Juifs. Cette situation n'a été possible qu'avec la complicité de l'État, qui cherche donc d'une part à renforcer les Juifs pro-Serbes et d'autre part à saper la force nationale croate. Les Juifs ont accueilli avec joie l'instauration du prétendu État yougoslave, parce qu'un État national de Croatie ne leur serait jamais aussi utile qu'une Yougoslavie multinationale ; en effet, les Juifs tirent leur pouvoir du chaos national... En réalité, et comme l'avaient anticipé les Juifs, la Yougoslavie, rongée par la vie officielle de la Serbie, est devenue un véritable Eldorado de la juiverie... Toute la presse de Croatie est aussi aux mains des judéo-maçonniques. »

## La Shoah

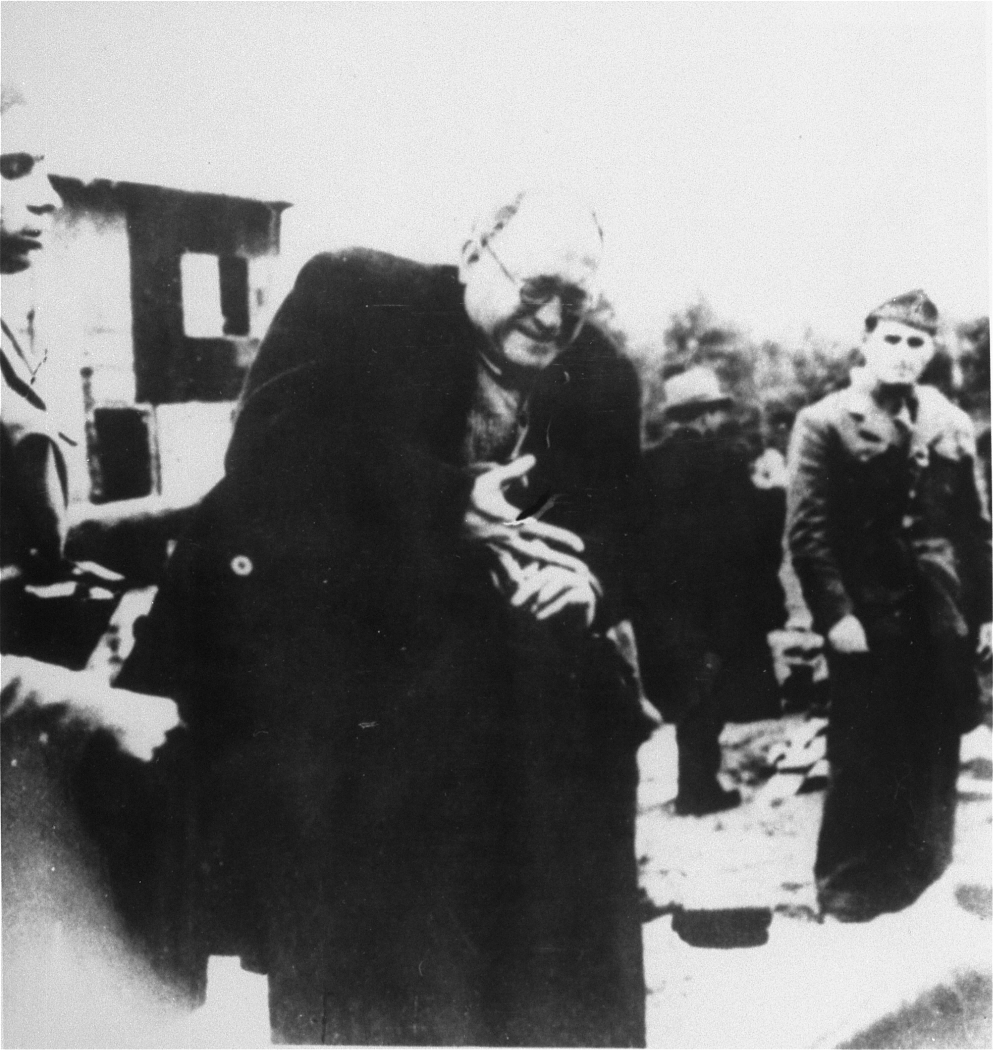
Prisonnier juif contraint de retirer son anneau à son arrivée au camp de concentration de Jasenovac.

### Législation antisémite et début des persécutions
Les principales lois raciales de l'État indépendant de Croatie (NDH), transposition des lois de Nuremberg, sont adoptées et promulguées par le dirigeant oustachi Ante Pavelić le 30 avril 1941 : le « Décret-loi sur les origines raciales », le « Décret-loi sur la protection du sang aryen et l'honneur du peuple croate » et la « Clause sur la nationalité ». Ces décrets définissent dans quels cas une personne est juive et retirent à tous les Juifs et les Roms leurs droits relatifs à la nationalité. Fin avril 1941 (des mois avant que les nazis n'instaurent les mêmes réglementations en Allemagne) les Oustachis imposent à tous les Juifs de porter un symbole, en général une étoile jaune.
Le 26 avril 1941, Ante Pavelić émet l'Ordre et Décret-loi extraordinaire qui énonce : « Puisque les Juifs propagent de fausses nouvelles dans l'objectif de déstabiliser le peuple, et se servent de leurs spéculations bien connues pour faire obstacle au ravitaillement de la population, nous les tenons pour responsables à l'échelle collective et nous les traiterons en conséquence ; en sus des sanctions pénales et correctionnelles, ils seront placés en détention dans des camps à ciel ouvert ». Cet acte devient le signal qui déclenche la déportation massive des Juifs vers les camps de concentration oustachis, avec le soutien de campagnes médiatiques qui reprennent ce slogan phare : « Il n'y a pas de place pour les Juifs dans l'État indépendant de Croatie ». Le 10 octobre 1941, les oustachis publient le « Décret-loi sur la nationalisation des biens et des sociétés appartenant aux Juifs », qui provoque la confiscation de tous les biens appartenant aux Juifs.
Les exactions contre les Juifs commencent dès la fondation de l'État indépendant de Croatie. Les 10 et 11 avril 1941, un groupe de Juifs influents à Zagreb est arrêté par les oustachis et gardé en otage en vue d'une rançon. Le 13 avril, le même scénario se produit à Osijek ; en outre, les Oustachis et les casseurs Volksdeutscher détruisent la synagogue et le cimetière juif. La séquestration de Juifs pour réclamer une forte rançon s'est répétée plusieurs fois en 1941 et 1942, alors que commence leur déportation à grande échelle vers les camps de concentration des Oustachis.

### Propagande antisémite

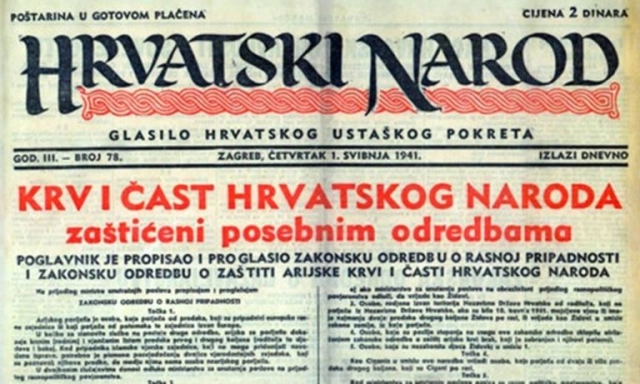
Un journal oustachi annonce les lois raciales du NDH et précise qu'Ante Pavelić a signé des clauses sur les catégories raciales et sur la protection du sang aryen et de l'honneur du peuple croate.

Les Oustachis orchestrent d'emblée une propagande antisémite intense. Le lendemain de la signature des principales lois raciales (30 avril 1941), l'organe du mouvement oustachi, le Hrvatski narod (« Nation croate ») titre en grands caractères : « Le sang et l'honneur du peuple croate protégés par des clauses spéciales ».
Deux jours plus tard, le périodique Novi list conclut que les Croates « doivent être plus vigilants que tout autre groupe pour protéger leur pureté ethnique... Nous devons protéger la pureté de notre sang contre les Juifs ». Le journal écrit aussi que les Juifs sont synonymes de « traîtrise, tricherie, avidité, immortalité et extra-nationalité » et par conséquent « une grande part du peuple croate a toujours méprisé les Juifs et éprouvé envers eux une répugnance naturelle ». Le Nova Hrvatska (« Nouvelle Croatie ») ajoute que selon le Talmud, « cette source brûlante et toxique de la perversité et de la malveillance des Juifs, le Juif a même le droit de tuer des Gentils ».
L'une des principales accusations de la propagande oustachi est que les Juifs se sont toujours opposés à un État croate indépendant et au peuple croate. En avril 1941, le journal Hrvatski narod accuse les Juifs d'être responsables des « nombreux échecs et revers d'un grand nombre de Croates », ce qui conduit le Poglavnik [Ante Pavelic] à « éradiquer ces maux ». Un article du Spremnost signale que le mouvement oustachi estime que « le judaïsme est l'un des pires ennemis du peuple ».
Certains membres de l'Église catholique participent à la propagande antisémite. Ainsi, l'évêque catholique de Sarajevo, Ivan Šarić, publie dans son bulletin diocésain que « le mouvement pour libérer le monde des Juifs est celui du rétablissement de la dignité humaine. Ce mouvement est l'œuvre de Dieu omniscient et tout-puissant ». En juillet 1941, le prêtre franciscain Dionysius Juričev écrit dans Novi list que « ce n'est plus un péché de tuer un enfant de sept ans ».

### Camps de concentration des Oustachis

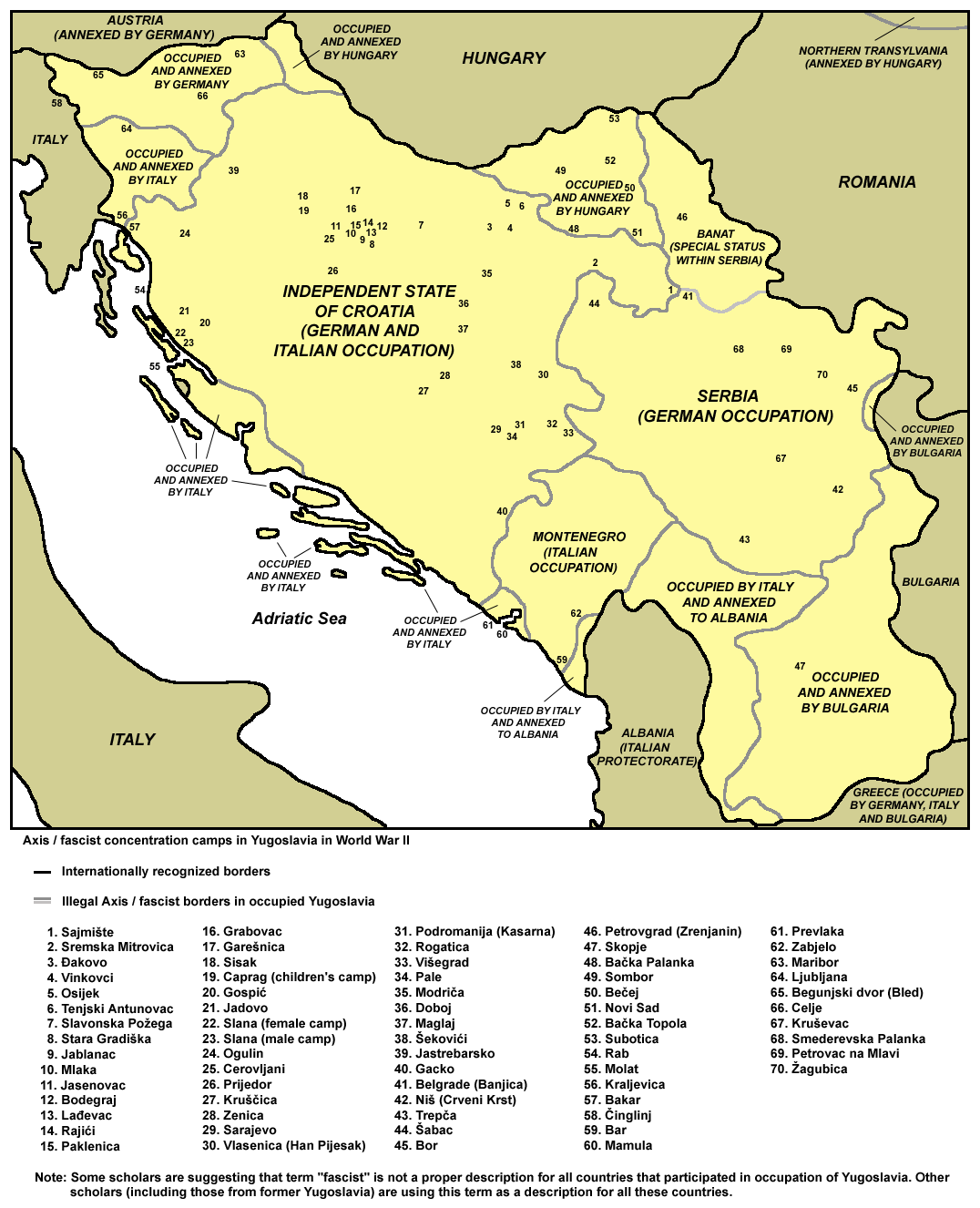
Camps de concentration des Oustachis sur une carte montrant l'ensemble des camps en Yougoslavie pendant la Seconde Guerre mondiale.

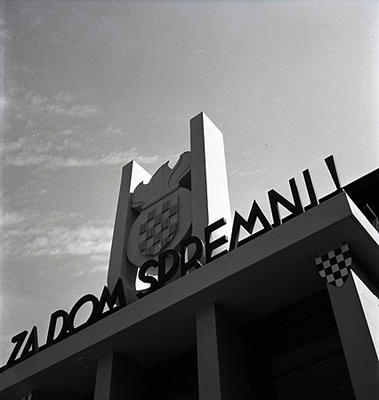
Camp oustachi de concentration sur l'ancien parc d'exposition à Zagreb. De nombreux juifs y ont été convoyés vers les centres d'extermination nazis et oustachis. Le slogan Za dom spremni ! est la transposition du Sieg Heil ! nazi.

Dès avril 1941, les Oustachis ouvrent des camps de concentration à Danica (près de Koprivnica), à Kruščica près de Vitez et à Kerestinec ; y sont emprisonnés des communistes, des opposants politiques ainsi que les Juifs. En mai 1941, les Oustachis raflent 165 jeunes juifs (de 17 à 25 ans) à Zagreb, dont la plupart sont membres du club de sport Makabi, pour les envoyer au camp de concentration de Danica (seuls trois ont survécu).

#### Camps de Gospić-Jadovno sur l'île de Pag
Le 8 juillet 1941, les Oustachis ordonnent que tous les Juifs arrêtés soient convoyés vers Gospić, d’où les victimes sont déportées dans les camps de la mort de Jadovno dans le Velebit et vers Slana et Metajna sur l'île de Pag : les criminels y mènent des exécutions de masse. Dans le cadre, le 12 juillet 1941, les Oustachis arrêtent tous les Juifs de Varaždin pour les conduire au camp de concentration de Gospić. D'après un article du Hrvatski narod, les Oustachis annoncent que Varaždin est la première ville « nettoyée » de ses Juifs.
L'historien Paul Mojzes a recensé 1 998 Juifs, 38 010 Serbes et 88 Croates assassinés à Jadovno et dans les sites d'exécution satellites, dont 1 000 enfants. D'autres sources indiquent un nombre compris entre 10 000 et 68 000 morts dans le réseau de camps de Jadovno ; les victimes juives représentent un nombre allant de quelques centaines à 2 500 voire 2 800 morts.
Le chanoine catholique de Pag relate que les Oustachis ont assassiné 12 000 personnes dans les camps de Pag, « par toutes sortes de méthodes bestiales », dont 4 000 femmes et enfants, et il a conservé les noms des détenues violées. Après les rapports locaux sur l'empoisonnement de l'eau potable à cause de la quantité de cadavres déposés dans le massif du Velebit, les médecins de l'armée italienne découvrent de nombreuses fosses communes et des charniers de civils dans le Velebit et sur l'île de Pag. Comme les exécutions de masse par les Oustachis favorisent la résistance des partisans, en août 1941 les Italiens obligent les Oustachis à se retirer de leur zone d'occupation, provoquant la fermeture du réseau des camps d'extermination de Gospić-Jadovno.

#### Jasenovac-Stara Gradiška
En août 1941, les Oustachis ouvrent le camp de concentration de Jasenovac, l'un des plus vastes d'Europe. Il englobe le camp de Stara Gradiška, destiné aux femmes et aux enfants. Jasenovac applique des politiques bien plus barbares que les camps régis par les nazis, car les prisonniers sont souvent torturés et de nombreux assassinats sont commis à la main avec des marteaux, des haches et des couteaux. L'United States Holocaust Memorial Museum (USHMM) de Washington estime que le régime oustachi a tué de 77 000 à 99 000 personnes dans le complexe de Jasenovac entre 1941 et 1945. Le site du Mémorial de Jasenovac indique un nombre proche : entre 80 000 et 100 000 victimes ; 20 000 victimes sont juives d'après l'USHMM.
Le site du Mémorial de Jasenovac recense les noms de 83 145 victimes, dont 13 116 sont juives, 16 173 Roms, 47 627 Serbes, 4 255 Croates et 1 128 musulmans bosniaques. Parmi ces 83 145 victimes, 20 101 sont des enfants de moins de 12 ans et 23 474 des femmes.

#### Autres camps de concentration oustachis

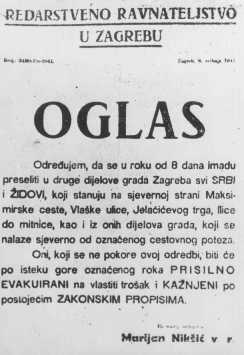
Ordre aux Serbes et aux Juifs de quitter leur domicile pour se rendre dans certains quartiers de Zagreb ; menace d'une expulsion et d'un châtiment en cas de manquement.

Les Oustachis créent un réseau de camps pour rassembler, emprisonner et déporter les Juifs soit vers d’autres camps, soit vers les centres d'extermination nazis. Il existe plusieurs types de camps :
- Les camps de transit de Zagreb. Le premier camp de transit est ouvert en juin 1941 à l'emplacement du parc d'exposition de la rue Savska (aujourd'hui le centre étudiant de Zagreb)[38]. Depuis ce lieu, les Oustachis ont envoyé 2 500 Juifs à la mort dans les camps de Jadovno-Pag entre juin et août 1941[29]. Comme les passants pouvaient voir le camp, les Oustachis ouvrent le camp de Zavratnica dans un lieu reculé de Zagreb[39], afin de déporter de nombreux Juifs de Zagreb vers Jasenovac.
- Kruščica, près de Vitez, en Bosnie, est un camp de transit où les Oustachis ont détenu entre 3 000 à 5 000 prisonniers, dont 90 % de Bosniaques juifs, après la fermeture du complexe de Jadovno-Pag[40]. La plupart des prisonniers sont ensuite transférés aux camps de Djakovo, Loborgrad et Jasenovac.
- Đakovo (en). Les Oustachis ouvrent ce camp de concentration à l'automne 1941. Il a détenu 3 800 prisonniers juifs — des femmes et des enfants — venus principalement de Sarajevo mais aussi de Zagreb et d'ailleurs[41]. Les détenus y étaient battus et mouraient de faim. 800 d'entre eux sont morts au camp. En juin 1942, les prisonniers restants — 3 000 femmes et enfants — sont envoyés à Jasenovac, où les Oustachis les assassinent avec une cruauté extrême[41].
- Loborgrad. Ce camp de concentration a détenu 1 700 Juifs et 300 femmes et enfants serbes[42]. Il y eut 300 enfants prisonniers. Beaucoup de victimes sont envoyées depuis le camp de Krušica, d'autres proviennent directement de Zagreb. 200 personnes sont mortes au camp à cause des maltraitances et des maladies. En août 1942, les Oustachis remettent tous prisonniers juifs (femmes et enfants) encore vivants aux Allemands, qui les expédient à Auschwitz[43].
- Tenja (en), près d'Osijek. Les Oustachis obligent la communauté juive locale à financer et à construire son propre camp de concentration[44]. 3 000 Juifs d'Osijek et de son voisinage y sont emmenés en juin 1942[44]. En raison de la surpopulation et du manque de ravitaillement, les conditions de vie au camp sont particulièrement insupportables. En août 1942, tous les Juifs du camp sont déportés vers Jasenovac et Auschwitz[44].

#### Envoi de Juifs vers les camps nazis
Les Oustachis ont plusieurs fois demandé aux nazis de convoyer les juifs du NDH vers l'Europe de l'Est ; leur première requête en ce sens remonte à octobre 1941. Les Allemands commencent par refuser et les premiers convois de Juifs issus du NDH datent d'août 1942, après toute une année où les Oustachis ont exploité leur propre réseau de camps pour assassiner en masse les victimes. Les données sur le nombre de Juifs du NDH envoyés dans les camps nazis sont traçables par l’examen des fonds versés par le régime pour chaque Juif déporté vers les camps nazis en échange des biens confisqués aux victimes. Ainsi, d'après les statistiques de Himmler au siège de la SS, sur l'ensemble de l'année 1942 le NDH a réglé aux nazis un montant correspondant à 4 927 Juifs envoyés dans les camps de la mort.
Parmi ces victimes, la police de Zagreb a arrêté 1 700 Juifs en août 1942, lors d'une campagne antisémite intense dans la presse oustachie. Les Oustachis détiennent la majorité des prisonniers au Gymnase classique de Zagreb (en), rue Križančeva, puis les conduisent à pied vers la principale gare de Zagreb, où les victimes sont déportées à Auschwitz. Les 4 927 autres sont convoyées en Allemagne depuis les camps de concentration oustachis de Tenja et Loborgrad. Les données indiquent que, sur un nombre total de 6 200, 1 200 autres juifs sont arrêtés par les Oustachis et les nazis, puis détenus dans les camps de transit oustachis pendant les dernières déportations de mai 1943 avant d’être convoyés en Allemagne (il n'y a plus de déportations ensuite car la majorité des Juifs du NDH ont péri et, en 1941, ils ne sont déportés et tués que dans les camps oustachis).
Ces 6 200 Juifs du NDH déportés en Allemagne (certains ont survécu), rapportés aux estimations de 30 000 victimes juives dans le NDH, concordent avec les estimations de Zerjavić et d'autres qui pensent que la grande majorité des Juifs du NDH ont été assassinés par les Oustachis, la plupart avant août 1942. Pour cette raison, lors d'une réunion en Ukraine en septembre 1942, le dirigeant oustachi Ante Pavelić annonce à Adolf Hitler que « la question juive est pratiquement résolue dans une grande partie de la Croatie ».

### Liste des camps de concentration
- Camp de concentration de Jadovno
- Camp de concentration de Jasenovac
- Camp de concentration de Sisak
- Camp d'extermination de Stara Gradiška
- Camp de concentration de Lobor
- Camp de concentration de Sajmište

### Autres évènements
La destruction de la synagogue séfarade Il Kal Grande (en) est perpétrée par des soldats allemands nazis, avec leurs alliés oustachis, après leur arrivée dans la ville le 15 avril 1941. La Haggadah de Sarajevo est la principale œuvre qui ait survécu à la guerre après avoir été transportée clandestinement hors de Sarajevo par Derviš Korkut, conservateur principal au musée national. Le maire Ivan Werner (en) ordonne la démolition de la synagogue de Zagreb, qui est menée du 10 octobre 1941 à avril 1942. Les deux clubs juifs de football du NDH, ŽGiŠK Makabi Zagreb et ŽŠK Makabi Osijek, sont interdits en 1941.
En avril 1942, les Juifs d'Osijek sont contraints de bâtir une « colonie juive » à Tenja (en), où ils sont détenus avec leurs homologues des secteurs voisins. Environ 3 000 juifs sont emmenés à Tenja en juin et juillet 1942. Depuis ce camp de Tenja, 200 victimes sont envoyées au camp de Jasenovac et les 2 800 restants sont déportées à Auschwitz.
En février 1942, le ministre de l'Intérieur des Oustachis, Andrija Artuković, déclare dans un discours au parlement croate : « L'État indépendant de Croatie, par ses actions déterminées, a résolu ce que l'on appelle la question juive... Cet indispensable processus de nettoyage se justifie non seulement du point de vue moral, religieux et social, mais aussi sous l'angle de la politique nationale : c'est la juiverie internationale, associée avec le communisme international et avec la franc-maçonnerie, qui a voulu et qui cherche encore à détruire le peuple croate ». Ce discours est accueilli avec de bruyantes approbations.
Le 5 mai 1943, le chef nazi Heinrich Himmler fait une brève visite à Zagreb, où il s'entretient avec Ante Pavelić. À partir de 7 mai, la Gestapo, sous le commandement de Franz Abromeit, procède à la rafle des Juifs survivants à Zagreb. Au même moment, l'archevêque Alojzije Stepinac propose son aide à Miroslav Šalom Freiberger (en), grand rabbin de Zagreb, pour échapper à la rafle, ce que l'intéressé décline. L'opération se poursuit les jours suivants et conduit à la capture de 1 700 juifs de Zagreb et 300 dans les zones adjacentes. Toutes les victimes sont emmenées à Auschwitz.
Après la capitulation de l'Italie le 8 septembre 1943, le Troisième Reich incorpore les provinces de Pula et Rijeka, où vivent des Croates, dans sa Zone opérationnelle du littoral adriatique. Le 25 janvier 1944, les Allemands démolissent la synagogue de Rijeka. La région de Međimurje est annexée (en) par le royaume de Hongrie en 1941 ; en avril 1944, les Juifs de Međimurje sont emmenés dans un camp à Nagykanizsa et y sont détenus jusqu'à leur déportation vers Auschwitz (voir aussi : Shoah en Hongrie). D'après les estimations, 540 Juifs de Međimurje sont assassinés à Auschwitz et 29 autres à Jasenovac.

## Nombre de victimes
L'United States Holocaust Memorial Museum établit le bilan humain suivant dans l'État indépendant de Croatie (NDH) : 32 000 Juifs, dont 12 000 à 20 000 assassinés dans le complexe de Jasenovac ; au moins 25 000 Roms, soit la quasi-totalité de la population Rom du pays ; et entre 320 000 et 340 000 Serbes .
Slavko Goldstein (en) pense qu'environ 30 000 Juifs ont péri dans le NDH. Les recherches démographiques de Vladimir Žerjavić aboutissent à une fourchette de 25 000 à 26 700 victimes juives, dont 19 000 ont péri aux mains des Oustachis en Croatie et en Bosnie tandis que d'autres sont morts dans des pays tiers.
Dans la communauté juive de Zagreb, qui avant-guerre compte 9 467 membres, seuls 2 214 ont survécu : 78 % ont péri dans la Shoah. Après-guerre, environ 60 % des survivants juifs yougoslaves émigrent en Israël. D'après Naida Michal Brandl, les survivants juifs de la communauté de Zagreb correspondent à une fourchette comprise entre 2 214 et plus de 3 000 personnes. D'après les données israéliennes, la population juive d'avant-guerre comptait 39 000 personnes sur les territoires de l'État indépendant de Croatie ; seules 3 964 personnes ont survécu et ont migré en Israël : 2 747 depuis la Croatie et 947 depuis la Bosnie.
Certaines victimes célèbres sont :
- Lea Deutsch, enfant actrice ;
- Kalmi Baruch, linguiste ;
- Laura Papo Bohoreta (en), spécialiste du ladino, écrivain féministe ;
- Sava Šumanović, peintre ;
- Zvonimir Richtmann, écrivain ;
- Viktor Rosenzweig (en), poète ;
- Ivan Korski (sh) ;
- Aleksandar Savić (en).

## Survivants
Contrairement à l'Armia Krajowa et d'autres groupes de résistance, les partisans yougoslaves accueillent les Juifs dans leurs rangs et 10 d'entre eux — y compris croates — ont reçu le titre de « Héros national », la plus haute distinction de la Seconde Guerre mondiale.
D'après Marica Karakaš Obradov, les survivants juifs issus du NDH s'élèvent à un nombre compris entre 9 000 et 12 000 personnes ; pour Slavko Goldstein, il y eut 11 589 survivants juifs. Environ 5 000 juifs du NDH sont parvenus à quitter la zone sous contrôle des Oustachis et des nazis et ont fui dans la zone sous le contrôle des Italiens (qui en avaient expulsé les Oustachis après le massacre, en juillet-août, de 24 000 victimes), principalement serbes mais aussi 2 500 juives dans le complexe de Jadovno. Tous ces rescapés se sont trouvés dans des camps d'internement italiens, dont 3 500 sur l'île de Rab. Après la capitulation de l'Italie, les Oustachis et les nazis prennent le contrôle du secteur et certains des Juifs sont capturés : les 5 000 personnes en question n'ont pas toutes survécu.
La plupart des survivants juifs ont rejoint les partisans. Sur les 3 500 juifs internés dans le camp italien à Rab, 3 151 ont rallié aux résistants (1 339 comme combattants et 1 812 comme non-combattants), dont 2 874 ont survécu à la guerre ; les autres sont tués dans des attaques des nazis et des Oustachis. Au total, en Croatie et en Bosnie, 3 143 juifs du NDH ont rejoint les partisans ; 804 sont tués et 2 339 ont survécu. En outre, 2 000 autres non-combattants juifs ont survécu en fuyant vers les territoires sous le contrôle de partisans : les partisans ont donc sauvé 4 339 Juifs au total. En proportion, ces sauvetages représentent « la plus importante participation des Juifs dans un mouvement de résistance en Europe ainsi que le plus important nombre de Juifs sauvés par des militants anti-fascistes ».
Les commissions yougoslaves d'après-guerre estiment qu'entre 25 000 et 26 000 juifs ont été tués dans les seuls camps de concentration du NDH. Toutefois, le nombre total de Juifs vivant dans le NDH en avril 1941 ne représente que 39 000 personnes d'après les calculs de Romano en 1980. Des milliers sont déportés dans les camps de concentration nazis en Europe de l'Est ; des milliers d'autres ont fui vers les zones sous contrôle italien et enfin des milliers ont rejoint les partisans et survécu à la Shoah ; selon Jozo Tomasevich, ce bilan humain est statistiquement impossible.
Dans ses travaux plus récents, Ivo Goldstein (en) trouve des valeurs différentes des conclusions de Tomasevich : 4 339 Juifs ont survécu auprès des partisans. 5 000 se sont échappés vers le territoire italien mais sur ce nombre, 3 500 personnes de Rab ont survécu en rejoignant les partisans et d'autres sont mortes aux mains des Oustachis et des nazis. Il reste donc au maximum 1 500 personnes, qui n'ont pas été détenues à Rab, sur le territoire italien. En additionnant des 1 500 personnes aux 4 339 autres qui ont survécu avec les partisans, il faut conclure qu'au maximum 5 839 Juifs ont survécu (or, selon Goldstein, parmi ces 1 500 personnes, certaines ont péri aux mains des Oustachis et des nazis et parmi les Juifs du territoire italien, certains ne sont pas issus du NDH : moins de 1 839 juifs du NDH ont survécu),.
Certains survivants célèbres sont :
- Amiel Shomrony (en) ;
- Branko Lustig ;
- Olga Hebrang (hr), résistante, épouse d'Andrija Hebrang ; les Oustachis ont assassiné 54 membres de sa famille[70] ;
- Esther Gitman (en) ;
- Isak Samokovlija.

## Aide apportée par des Croates
Au 1er février 2019, 118 Croates sont reconnus (en) comme des Justes parmi les nations parce qu'ils ont secouru des Juifs pendant la Seconde Guerre mondiale.
L'une des Justes, la sœur Amadeja Pavlović (28 janvier 1895 – 26 novembre 1971), est la mère supérieure des Sœurs de la Miséricorde de la Sainte Croix à Đakovo entre 1943 et 1955. Elle a secouru Zdenka Grunbaum, qui était alors une fillette de 10 ans issue d'Osijek et dont toute la famille a été assassinée à Đakovo. Plus tard, Grunbaum a émigré en Amérique et a lancé la procédure pour faire reconnaître Pavlović, qui a reçu le titre de Juste en 2008.
D'autres Justes sont Žarko Dolinar (en) et Mate Ujević (en). D'après Esther Gitman (en), l'archevêque Alojzije Stepinac a secouru environ 1 000 Juifs convertis.
47 habitants de Bosnie-Herzégovine sont reconnus comme des Justes.

## Révisionnisme en Croatie
Les comportements de révisionnisme et de négation sur la Shoah en Croatie sont critiqués par Menachem Z. Rosensaft (en) en 2017 et par William Echikson dans le rapport du Holocaust Remembrance Project en 2019. Les représentants des communautés juives et serbes, ainsi que les associations antifascistes, boycottent les commémorations aux victimes de Jasenovac afin de protester contre ce qu'ils voient comme la complaisance du gouvernement envers les sympathisants des Oustachis.
En 2018, le journaliste croate Igor Vukić (en) (qui n'est titulaire d'aucun diplôme universitaire en histoire) écrit sur le camp de concentration de Jasenovac un livre appelé Radni logor Jasenovac (« Le Camp de travail de Jasenovac »), qui avance la thèse que Jasenovac n'était qu'un camp de travail où aucun massacre n'a eu lieu. S'appuyant sur ce livre, le journaliste croate Milan Ivkošić (en) écrit, dans le quotidien Večernji list, un éditorial intitulé « Jasenovac lavé de l'idéologie, des préjugés et des falsifications communistes » dans lequel il déclare que « les gens s'amusaient dans ce camp. Il y avait des matchs de sport, surtout de football, ainsi que des concerts, des représentations théâtrales, dont certaines écrites par les détenus eux-mêmes ». Karolina Vidović Krišto, qui travaille pour la Radiotélévision croate, évoque le livre dans un débat télévisé où l'historien Hrvoje Klasić (en), convié, rejette l'invitation en raison de la négation sur les faits concernant Jasenovac ; la chaîne émet ensuite un communiqué annonçant qu'elle ne soutient aucunement cette position[Laquelle ?] et que les employés ont le devoir d'effectuer leur travail avec objectivité et dans la légalité. Karolina Vidović Krišto est démise et commence ensuite une carrière politique en tant que candidate du Mouvement patriotique de Miroslav Škoro.